# Зенгин, Улаш
Улаш Зенгин (тур. Ulaş Zengin; 25 июня 1997 года, Измир) — турецкий футболист, защитник клуба «Газиантеп».

## Клубная карьера
Улаш Зенгин — воспитанник измирского клуба «Алтай».
3 ноября 2018 года Улаш Зенгин дебютировал в турецкой Первой лиге, выйдя в основном составе «Алтая» в гостевом поединке против «Газиантепа».
Летом 2019 года футболист перешёл в «Газиантеп», впервые в своей истории вышедший тогда в турецкую Суперлигу.